# Marco Trosi
Marco Trosi, né en 1964 dans le canton du Tessin et mort le 20 mai 2016, est un flûtiste, percussionniste et compositeur vaudois.

## Biographie
Marco Trosi fait ses études en France, au Conservatoire national supérieur de musique et de danse de Paris, qu'il fréquente de 1981 à 1985, et où il obtient un certificat de fin d'études, ainsi qu'à l'école nationale de Fresnes, qu'il fréquente durant la même période, et où il reçoit un 2e prix d'excellence.
Si Marco Trosi se produit comme flûtiste dans les formations classiques et contemporaines Artemondi et Al Cal Govend, il est avant tout spécialisé dans l'interprétation pour flûte seule de compositeurs suisses. Grand connaisseur des instruments à vent anciens et exotiques, il interprète en parallèle un répertoire allant du XVe siècle à nos jours. Pour ce faire, il recourt volontiers au galoubet provençal, au bansourin indien, au kaval bulgare, au ney turc, à la flûte traversière irlandaise ou au kena sud-américain. Véritablement fasciné par l'omniprésence de la flûte dans l'histoire de l'humanité, il enregistre en 1999 un album intitulé Rêve d'homme qui rend hommage à la diversité de ses sonorités. En tant que percussionniste, il est également membre du groupe de percussions Adajo. Depuis 1995, il collabore avec différentes compagnies théâtrales comme les compagnies Nonante-trois, Z, Bocca della luna ainsi que la compagnie Théâtre méridien ou la compagnie L. Il compose enfin plusieurs œuvres de musique de chambre. 
Marco Trosi réside à Morrens, dans le canton de Vaud, où il est connu pour avoir construit la première maison de paille légale du canton.

## Sources
- « Marco Trosi », sur la base de données des personnalités vaudoises sur la plateforme « Patrinum » de la Bibliothèque cantonale et universitaire de Lausanne.
- Ducret, Jérôme, "Et voici la première maison de paille légale du canton", 24 Heures, 2009/07/08, p.22.